# Gauchin-Légal
Gauchin-le-Gal redirige ici.
Gauchin-Légal (nommée également Gauchin-le-Gal non officiellement) est une commune française située dans le département du Pas-de-Calais en région Hauts-de-France. Ses habitants sont appelés les Gauchinois.
La commune fait partie de la communauté d'agglomération de Béthune-Bruay, Artois-Lys Romane qui regroupe 100 communes et compte 275 327 habitants en 2021.

## Géographie

### Localisation
Localisée dans l'est du département du Pas-de-Calais, Gauchin-Légal est une commune située, à vol d'oiseau, à 6 km au sud de la commune de Bruay-la-Buissière et à 15 km au sud de la commune de Béthune (chef-lieu d'arrondissement).
Le territoire de la commune est limitrophe de ceux de sept communes.
Les communes limitrophes sont Rebreuve-Ranchicourt, Béthonsart, Caucourt, Estrée-Cauchy, Fresnicourt-le-Dolmen, Frévillers et Hermin.

### Géologie et relief
La superficie de la commune est de 6,03 km2 ; son altitude varie de 85  à   167 m.

### Hydrographie

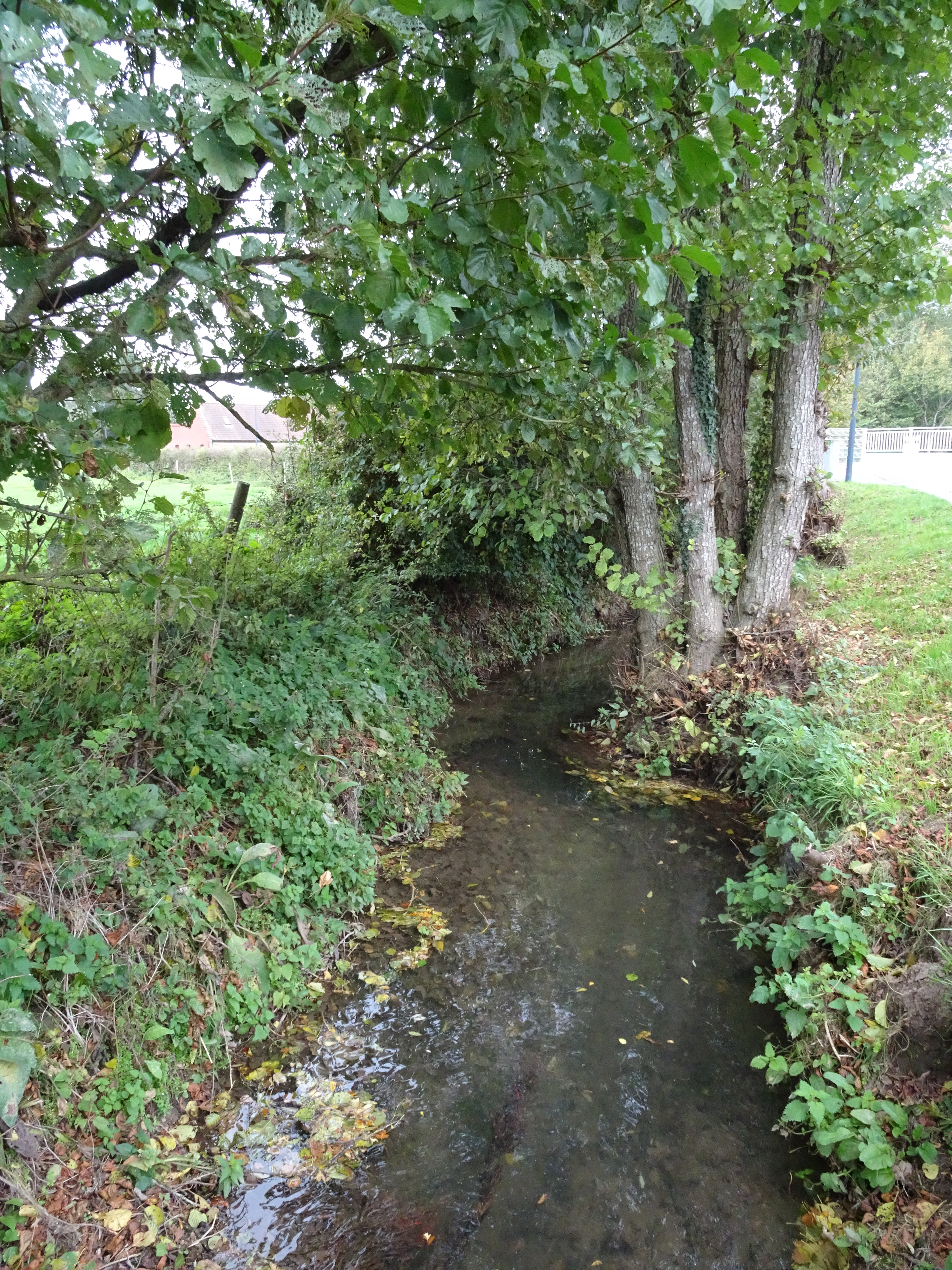
Le ruisseau de Caucourt.

Le territoire de la commune est situé dans le bassin Artois-Picardie.
La commune est traversée par le ruisseau de Caucourt, petit cours d'eau naturel de 4,66 km, prend sa source dans la commune de Caucourt et se jette dans la Brette au niveau de la commune de Fresnicourt-le-Dolmen. Le ruisseau de Caucourt a comme affluent, au niveau de la commune, le Gauchin-Légal, d'une longueur de 1,11 km qui prend sa source dans la commune.

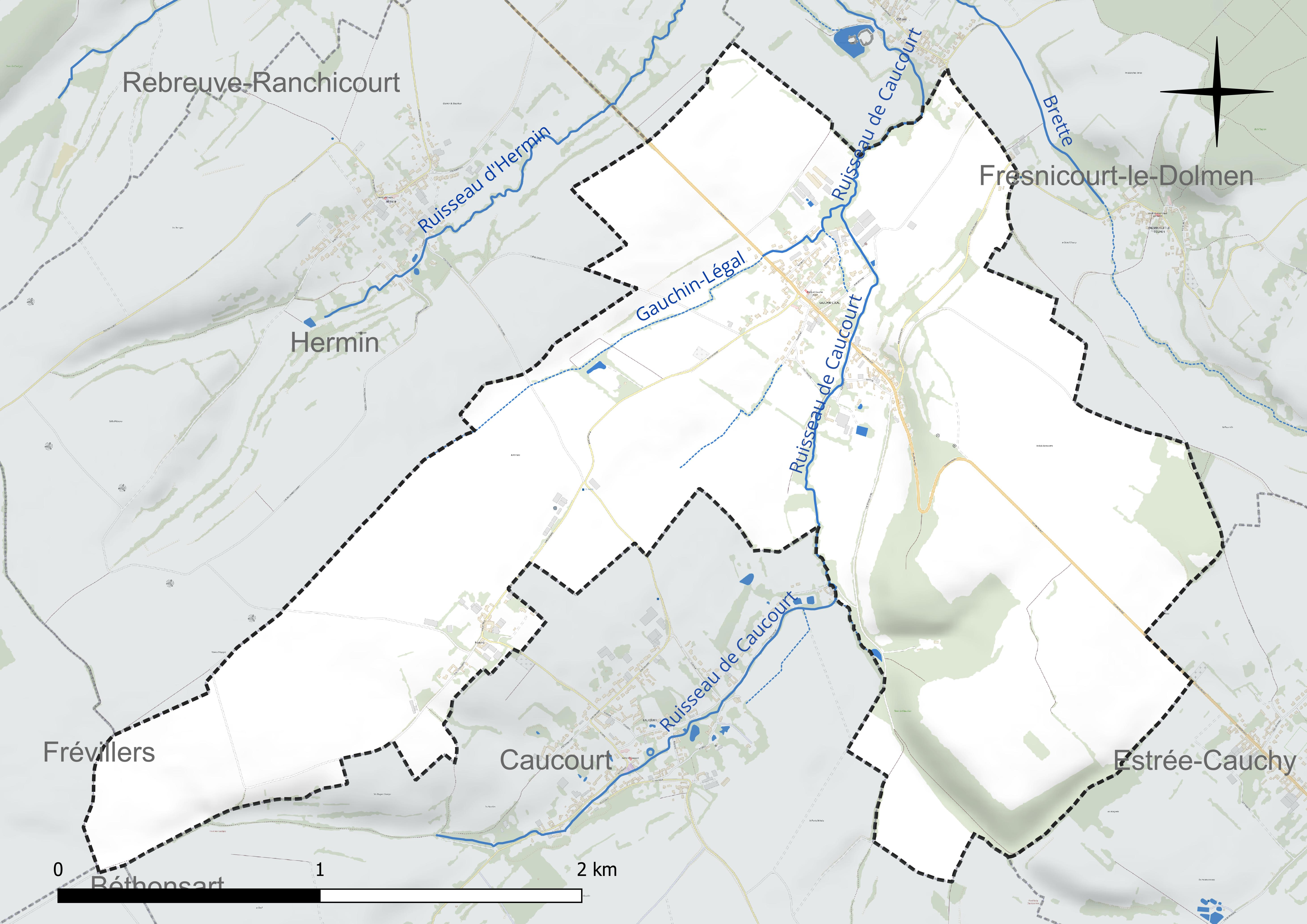
Réseau hydrographique de Gauchin-Légal.

### Climat
Pour des articles plus généraux, voir Climat des Hauts-de-France et Climat du Pas-de-Calais.
En 2010, le climat de la commune est de type climat des marges montargnardes, selon une étude du CNRS s'appuyant sur une série de données couvrant la période 1971-2000. En 2020, Météo-France publie une typologie des climats de la France métropolitaine dans laquelle la commune est exposée à un climat océanique et est dans la région climatique Côtes de la Manche orientale, caractérisée par un faible ensoleillement (1 550 h/an) ; forte humidité de l’air (plus de 20 h/jour avec humidité relative > 80 % en hiver), vents forts fréquents.
Pour la période 1971-2000, la température annuelle moyenne est de 10 °C, avec une amplitude thermique annuelle de 13,8 °C. Le cumul annuel moyen de précipitations est de 824 mm, avec 12,9 jours de précipitations en janvier et 8,6 jours en juillet. Pour la période 1991-2020, la température moyenne annuelle observée sur la station météorologique la plus proche, située sur la commune de Lillers à 18 km à vol d'oiseau, est de 11,1 °C et le cumul annuel moyen de précipitations est de 731,5 mm,. Pour l'avenir, les paramètres climatiques de la commune estimés pour 2050 selon différents scénarios d'émission de gaz à effet de serre sont consultables sur un site dédié publié par Météo-France en novembre 2022.

### Milieux naturels et biodiversité

#### Espèces faunistiques et floristiques
Le site de l’Inventaire national du patrimoine naturel (INPN) recense 208 espèces faunistiques et floristiques sur le territoire de la commune dont 36 protégées et 16 menacées.

## Urbanisme

### Typologie
Au 1er janvier 2024, Gauchin-Légal est catégorisée commune rurale à habitat dispersé, selon la nouvelle grille communale de densité à sept niveaux définie par l'Insee en 2022.
Elle est située hors unité urbaine et hors attraction des villes,.

### Occupation des sols
L'occupation des sols de la commune, telle qu'elle ressort de la base de données européenne d’occupation biophysique des sols Corine Land Cover (CLC), est marquée par l'importance des territoires agricoles (87,7 % en 2018), une proportion identique à celle de 1990 (87,7 %). La répartition détaillée en 2018 est la suivante : 
terres arables (74,2 %), prairies (13,3 %), forêts (8 %), zones urbanisées (4,3 %), zones agricoles hétérogènes (0,3 %). L'évolution de l’occupation des sols de la commune et de ses infrastructures peut être observée sur les différentes représentations cartographiques du territoire : la carte de Cassini (XVIIIe siècle), la carte d'état-major (1820-1866) et les cartes ou photos aériennes de l'IGN pour la période actuelle (1950 à aujourd'hui).

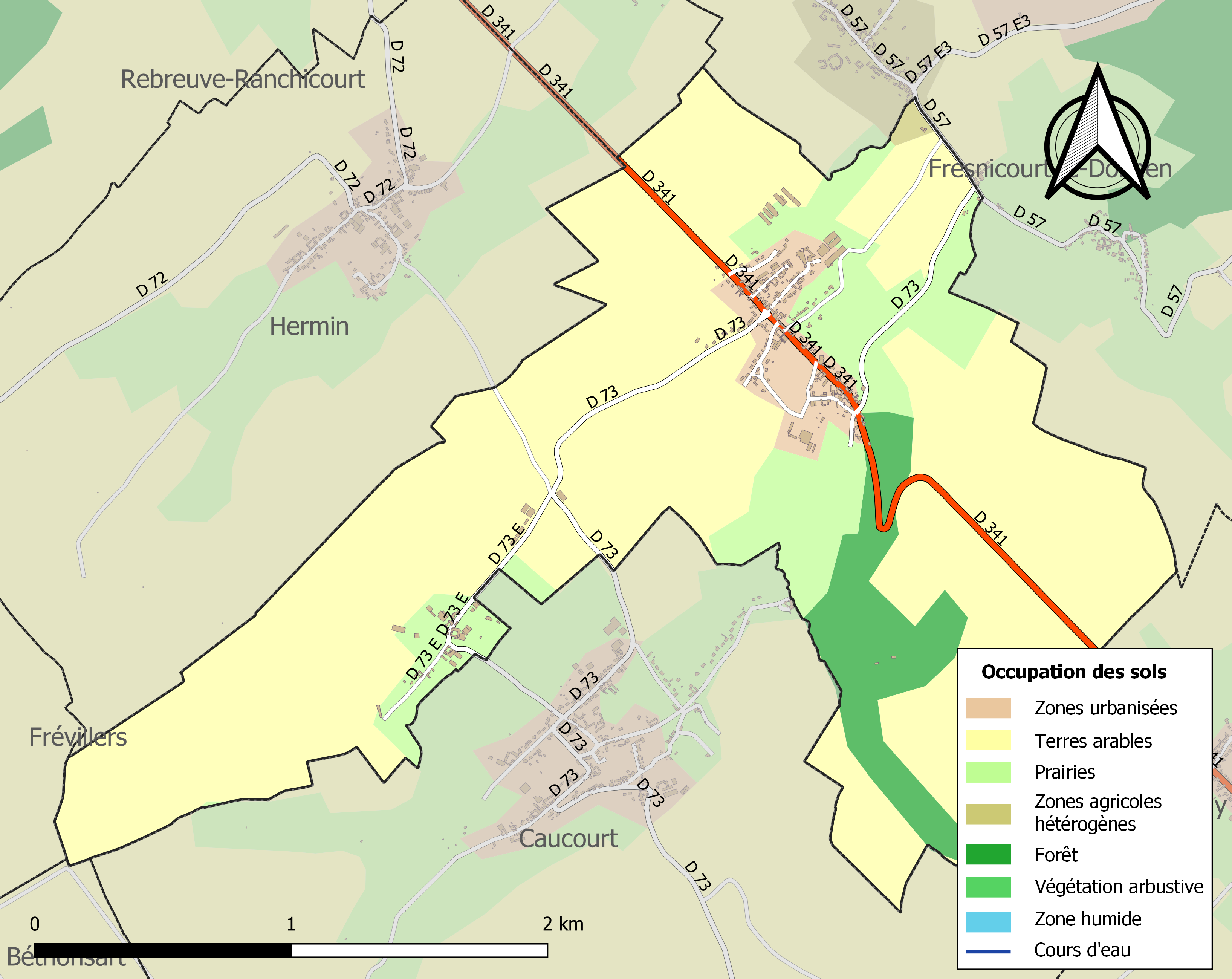
Carte des infrastructures et de l'occupation des sols de la commune en 2018 (CLC).

### Voies de communication et transports

#### Voies de communication
La commune est desservie par les routes départementales D 73 et D 341 dite chaussée Brunehaut reliant Arras à Thérouanne.

#### Transport ferroviaire
La commune se trouve à 22 km à l'ouest de la gare de Lens, située sur la ligne d'Arras à Dunkerque-Locale, desservie par des TGV inOui et des trains régionaux du réseau TER Hauts-de-France.

## Toponymie
Le nom de la localité est attesté sous les formes Galcin vers 1154 ; Galchin, de Galcis de 1154 à 1159 ; Gauchin en 1194 ; Gaucin au XIIe siècle ; Gaucing en 1217 ; Gavecin en 1284 ; Gauchin-le-Gau en 1517 ; Gaulchin en 1547 ; Gauchin-Legal en 1720 ; Gochin-lez-Gal en 1753 ; Gauchin-le-Gal au XVIIIe siècle; Gauchin le Gal en 1793 ; Gauchin et Gauchin-Légal depuis 1801.

## Histoire
Pendant la Première Guerre mondiale, par exemple en octobre 1915, des troupes françaises sont passées par la commune qui était à l'arrière du front de l'Artois, soit pour monter au front soit pour se replier du front.

## Politique et administration

La mairie et l'école.

### Découpage territorial
La commune se trouve dans l'arrondissement de Béthune du département du Pas-de-Calais, depuis 1801.

#### Commune et intercommunalités
La commune est membre de la communauté d'agglomération de Béthune-Bruay, Artois-Lys Romane.

#### Circonscriptions administratives
La commune est rattachée au canton de Bruay-la-Buissière. Avant le redécoupage cantonal de 2014, elle était, depuis 1801, rattachée au canton de Houdain.

#### Circonscriptions électorales
Pour l'élection des députés, la commune fait partie de la dixième circonscription du Pas-de-Calais.

### Élections municipales et communautaires

#### Liste des maires
| Identité              | Période     | Période  | Durée                     |
| Identité              | Début       | Fin      | Durée                     |
| --------------------- | ----------- | -------- | ------------------------- |
| Claude Lemaître (d)   | mars 2001   | mai 2020 | 19 ans et 2 mois          |
| Dominique Voiseux (d) | 23 mai 2020 | En cours | 5 ans, 2 mois et 27 jours |

## Équipements et services publics

### Enseignement
La commune est située dans l'académie de Lille et dépend, pour les vacances scolaires, de la zone B.
Elle administre une école élémentaire en regroupement pédagogique intercommunal (RPI 104).

### Justice, sécurité, secours et défense
La commune dépend du tribunal judiciaire de Béthune, du conseil de prud'hommes de Béthune, de la cour d'appel de Douai, du tribunal de commerce d'Arras, du tribunal administratif de Lille, de la cour administrative d'appel de Douai, du pôle nationalité du tribunal judiciaire de Béthune et du tribunal pour enfants de Béthune.

## Population et société

### Démographie
Les habitants de la commune sont appelés les Gauchinois.

#### Évolution démographique
L'évolution du nombre d'habitants est connue à travers les recensements de la population effectués dans la commune depuis 1793. Pour les communes de moins de 10 000 habitants, une enquête de recensement portant sur toute la population est réalisée tous les cinq ans, les populations de référence des années intermédiaires étant quant à elles estimées par interpolation ou extrapolation. Pour la commune, le premier recensement exhaustif entrant dans le cadre du nouveau dispositif a été réalisé en 2005.

En 2022, la commune comptait 300 habitants, en évolution de −6,83 % par rapport à 2016 (Pas-de-Calais : −0,72 %, France hors Mayotte : +2,11 %).
| 1793 | 1800 | 1806 | 1821 | 1831 | 1836 | 1841 | 1846 | 1851 |
| ---- | ---- | ---- | ---- | ---- | ---- | ---- | ---- | ---- |
| 255  | 286  | 308  | 294  | 320  | 290  | 306  | 326  | 315  |

| 1856 | 1861 | 1866 | 1872 | 1876 | 1881 | 1886 | 1891 | 1896 |
| ---- | ---- | ---- | ---- | ---- | ---- | ---- | ---- | ---- |
| 320  | 298  | 301  | 308  | 328  | 296  | 294  | 288  | 292  |

| 1901 | 1906 | 1911 | 1921 | 1926 | 1931 | 1936 | 1946 | 1954 |
| ---- | ---- | ---- | ---- | ---- | ---- | ---- | ---- | ---- |
| 349  | 313  | 326  | 324  | 271  | 262  | 246  | 254  | 253  |

| 1962 | 1968 | 1975 | 1982 | 1990 | 1999 | 2005 | 2006 | 2010 |
| ---- | ---- | ---- | ---- | ---- | ---- | ---- | ---- | ---- |
| 273  | 272  | 245  | 227  | 296  | 331  | 358  | 357  | 341  |

| 2015 | 2020 | 2022 | - | - | - | - | - | - |
| ---- | ---- | ---- | - | - | - | - | - | - |
| 321  | 308  | 300  | - | - | - | - | - | - |

#### Pyramide des âges
En 2018, le taux de personnes d'un âge inférieur à 30 ans s'élève à 28,6 %, soit en dessous de la moyenne départementale (36,7 %). À l'inverse, le taux de personnes d'âge supérieur à 60 ans est de 27,3 % la même année, alors qu'il est de 24,9 % au niveau départemental.
En 2018, la commune comptait 160 hommes pour 155 femmes, soit un taux de 50,79 % d'hommes, largement supérieur au taux départemental (48,50 %).
Les pyramides des âges de la commune et du département s'établissent comme suit.
| Hommes | Classe d’âge | Femmes |
| ------ | ------------ | ------ |
| 0,6    | 90 ou +      | 2,0    |
| 5,8    | 75-89 ans    | 10,5   |
| 19,2   | 60-74 ans    | 16,4   |
| 25,6   | 45-59 ans    | 25,7   |
| 19,2   | 30-44 ans    | 17,8   |
| 18,6   | 15-29 ans    | 13,2   |
| 10,9   | 0-14 ans     | 14,5   |

| Hommes | Classe d’âge | Femmes |
| ------ | ------------ | ------ |
| 0,5    | 90 ou +      | 1,6    |
| 5,6    | 75-89 ans    | 8,9    |
| 16,7   | 60-74 ans    | 18,1   |
| 20,2   | 45-59 ans    | 19,2   |
| 18,9   | 30-44 ans    | 18,1   |
| 18,2   | 15-29 ans    | 16,2   |
| 19,9   | 0-14 ans     | 17,9   |

## Culture locale et patrimoine

### Lieux et monuments
- Le gal de Gauchin est là, enchaîné à sa borne, sur la place du village où il est arrivé, un jour, il y a longtemps... Cette pierre en grès de 132 kg, presque ronde, roulait jadis jusqu'aux portes des maris trompés. Enterrée en 1914, par une dame qui l'avait trouvée devant sa porte, elle refit surface et fut définitivement enchaînée en 1925, là où elle se trouve aujourd'hui. On peut trouver une histoire datée de 1888 dans la revue des traditions populaires[31].
- L'église Saint-Joseph[32]. Elle héberge 5 éléments patrimoniaux classés ou inscrits au titre d'objet des monuments historiques[33].
- Le monument aux morts[34].

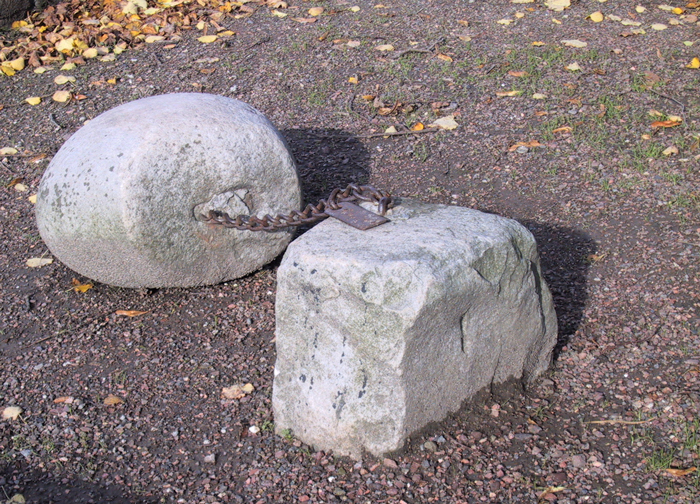
Le gal de Gauchin.
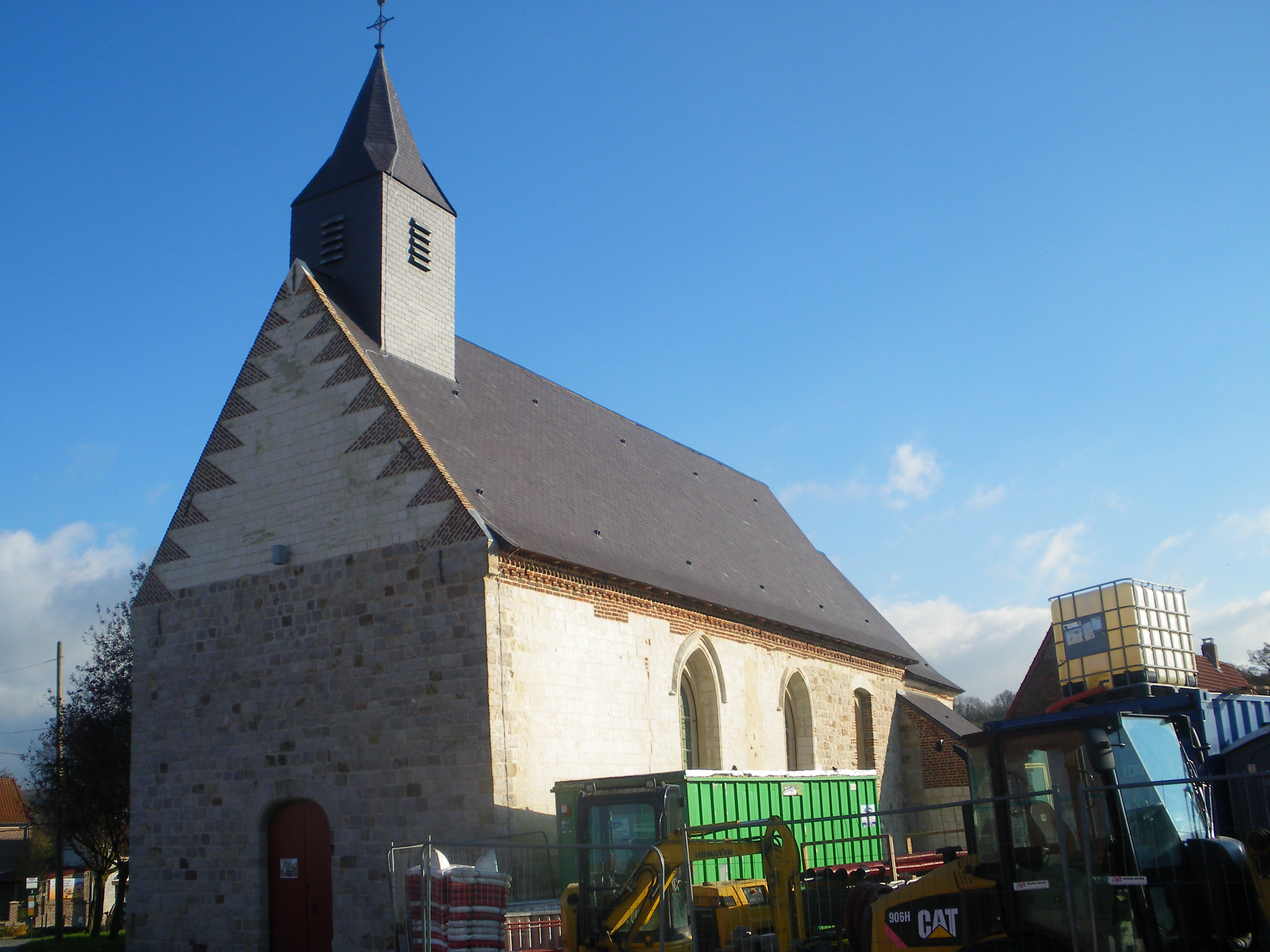
L'église.
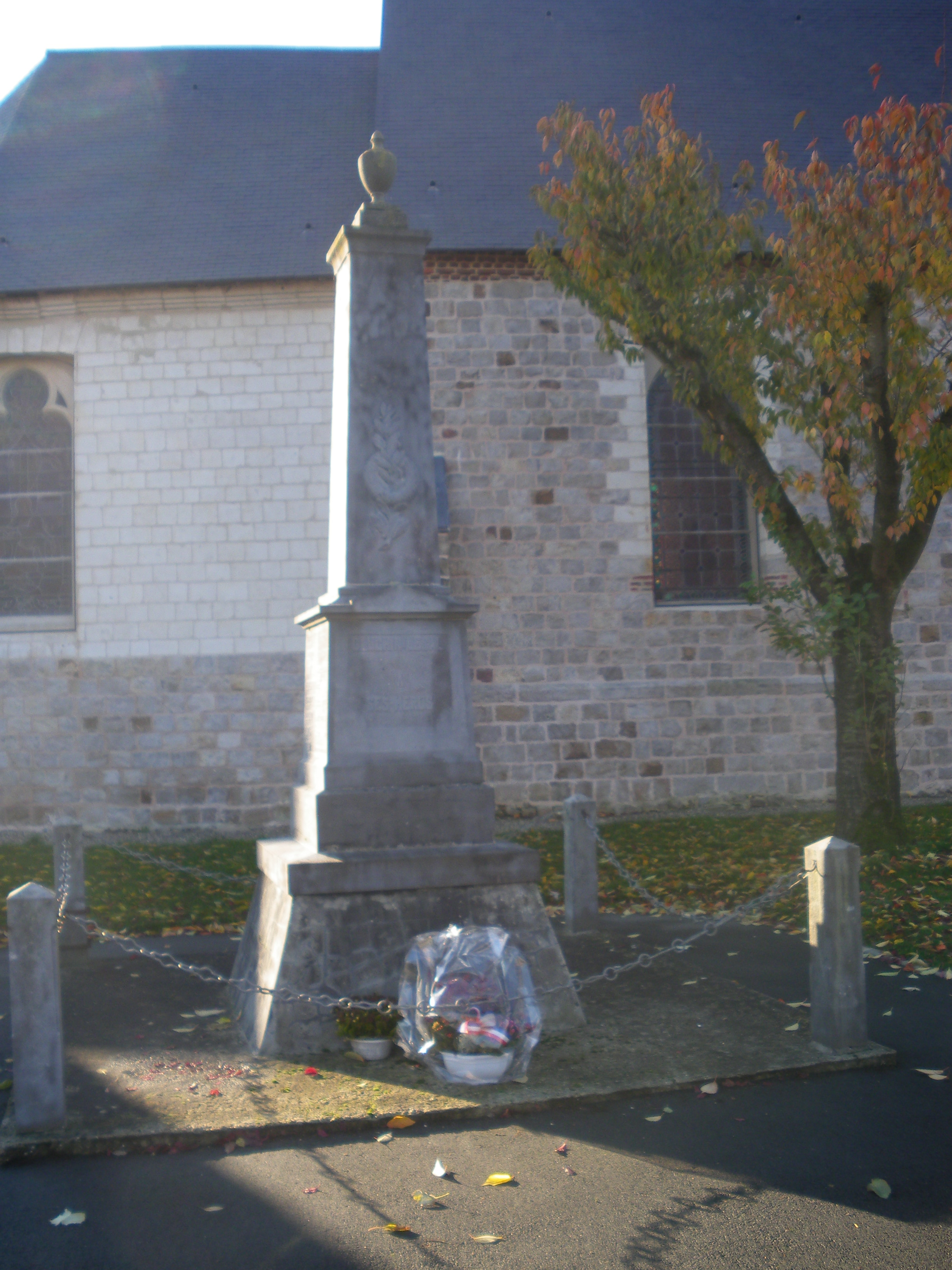
Le monument aux morts.

### Personnalités liées à la commune
- Julien Hapiot (1913-1943), résistant communiste né à Gauchin-Légal.

### Héraldique, logotype et devise
| Blason de Gauchin-Légal | Blason  | Parti : au 1er d'argent à la bande de gueules fuselée de sable, au lambel d'or brochant, au 2d écartelé aux I et IV de gueules à la cotice d'or accompagnées de six billettes du même ordonnées 2 & 1 en chef et 1 & 2 en pointe, aux II et III d'argent à trois fleurs de lys mal ordonnées de sable. |
| Blason de Gauchin-Légal | Détails | Adopté le 30 mars 1996. |

Littérature
Le village est probablement cité dans Le Feu, D'Henri Barbusse, sous le nom de Gauchin-l'Abbé, lieu de cantonnement où les soldats s'arrêtent dans le Pas-de-Calais. L'écrivain en fait la description suivante : "La plupart des villages du Pas-de-Calais se composent d'une seule rue. Mais quelle rue ! Elle a souvent plusieurs kilomètres de longueur. Ici, la grande rue unique se sépare en fourche devant la mairie et forme deux autres rues : la localité est un vaste Y irrégulièrement ourlé de façades basses.

## Pour approfondir

#### Bases de données, dictionnaires et encyclopédies
- Ressources relatives à la géographie :   - Insee (communes)
  - Ldh/EHESS/Cassini
- Ressource relative à plusieurs domaines :   - Annuaire du service public français
- Notices d'autorité :   - BnF (données)